# یون یونگ-ایل
 یون یونگ-ایل (انگلیسی: Yoon Yong-il؛ زاده ۲۳ سپتامبر ۱۹۷۳) یک تنیس‌باز اهل کره جنوبی است.